# Musée des Beaux Arts (dikt)

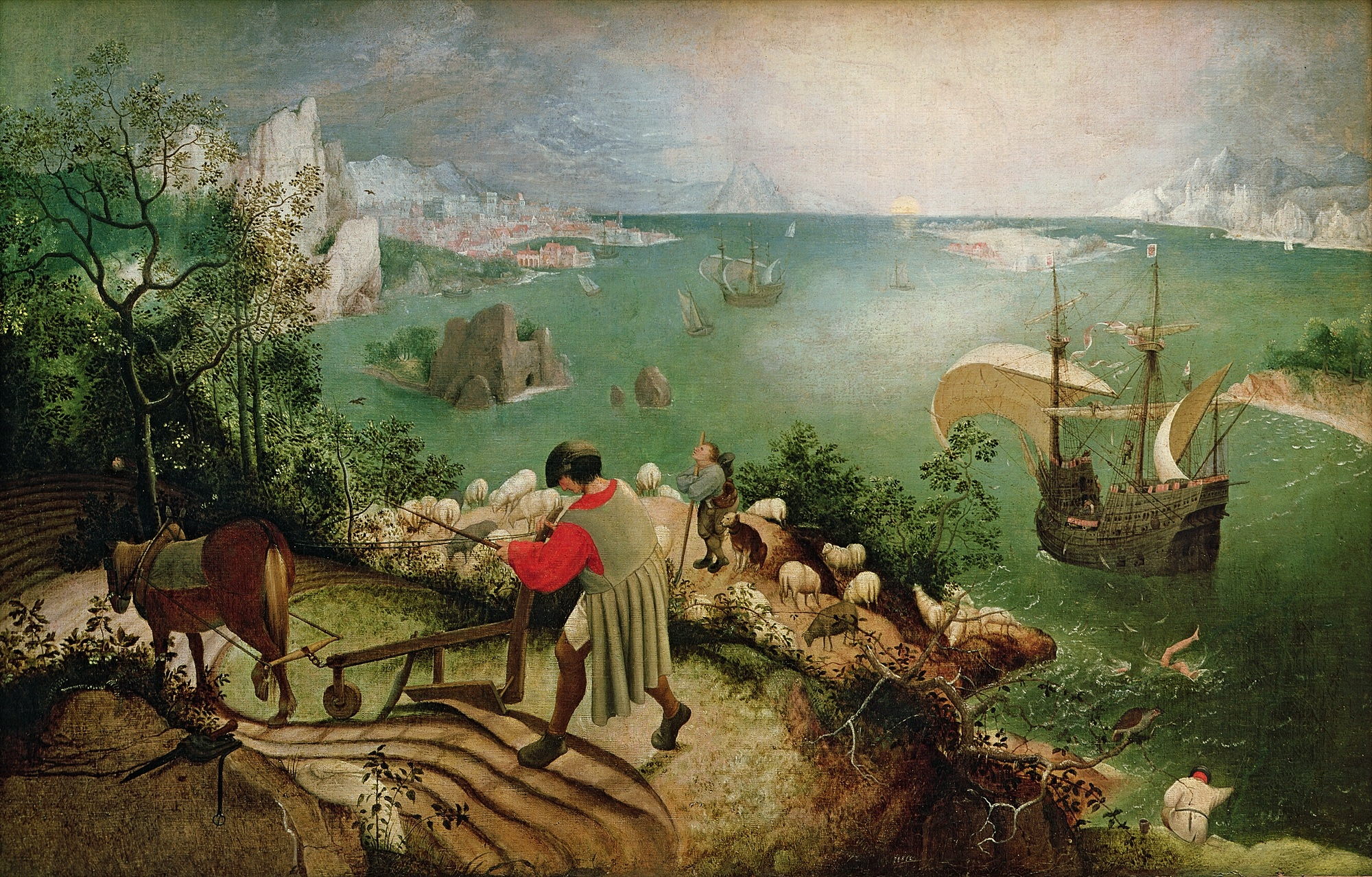
Ikaros fall på Musées Royaux des Beaux-Arts de Belgique.

"Musée des Beaux Arts" (franska för "Museet för de sköna konsterna") är en dikt skriven av den engelske poeten W. H. Auden i december 1938, medan han bodde i Bryssel tillsammans med Christopher Isherwood.
Dikten gavs först ut med titeln "Palais des beaux arts" (palatset för de sköna konsterna) i den utgåva som släpptes av tidskriften New Writing våren 1939, en modernistisk tidskrift med John Lehmann som redaktör. Därefter gavs den ut i diktsamlingen Another Time (New York: Random House, 1940), som fyra månader senare följdes av en brittisk utgåva (London: Faber and Faber, 1940). Diktens titel kommer från Musées Royaux des Beaux-Arts de Belgique i Bryssel, ett museum känt för sin samling av tidig-nederländskt måleri. Auden besökte museet och såg ett antal av verken från de "gamla mästare" som omnämns i diktens andra rad, däribland Pieter Brueghel den äldre.
Dikten har översatts till svenska med samma titel av poeten Gunnar Ekelöf.

## Synopsis
Dikten är skriven på fri vers, och uppdelad i två delar. I den första delen beskrivs "lidandet" och det "hemska martyrskapet" som sällan når våra vardagliga rutiner: "While someone else is eating or opening a window or just walking dully / along." I diktens andra halva beskrivs, genom den poetiska metoden ekfras, målningen Ikaros fall (omkring 1560), som då troddes ha målats av Brueghel men som idag tros vara en tidig kopia av ett förlorat verk. Audens beskrivning låter läsaren visualisera hans specifika ögonblick, och den tidpunkt då han menar sig se världens likgiltighet inför lidande, "how everything turns away / Quite leisurely from the disaster ... the white legs disappearing into the green." Den katastrof som skildras är Ikaros fall, som enligt mytologin förorsakats av att han flyger för nära solen vilket gör att hans vingar smälter.
Mycket åstadkoms av Auden i dikten, inte bara genom hans långa, oregelbundna rader, rytmen och den vardagliga tonen i fraserna ("dogs go on with their doggy life"), utan också genom balansen mellan vad som förefaller vara allmänna exempel "om lidande" och det specifika exemplet: en mytologisk pojke som faller ner i havet. Akademiker som har studerat Auden, liksom konsthistoriker, har föreslagit att diktens första del också behandlar åtminstone två ytterligare målningar av Brueghel som Auden kunde se på samma våning, museets andra. Detta baseras på en inte direkt uttalad men ändock därom hänsyftande rad motsvarigheter mellan detaljer i målningen och Audens språk. Ingen av dessa uppvisar dock "martyrskap" i dess vanliga betydelse, vilket kan antyda om en hänsyftning på andra verk. Målningarna av Brueghel presenteras nedan i den ordning som de verkar koppla an till Audens rader.

## Brueghels inflytande
raderna 5–8:

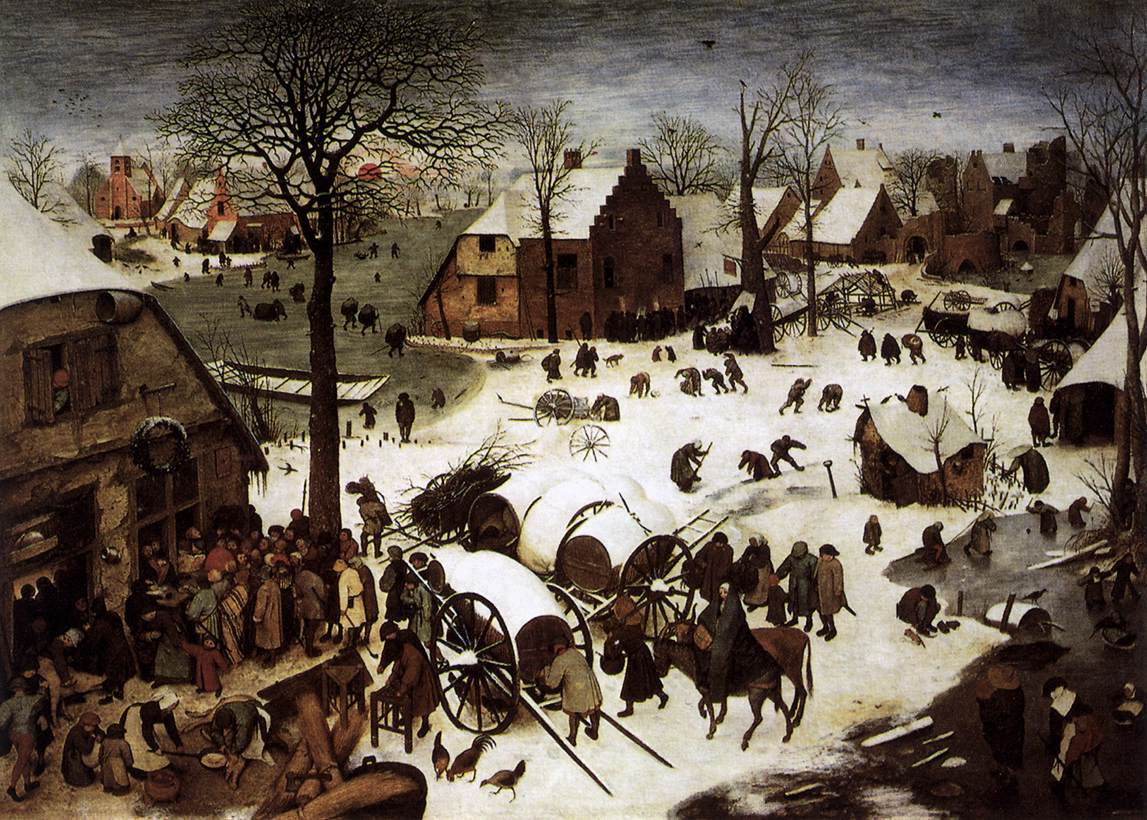
Bruegel, Folkräkningen i Betlehem, 1566

Brueghels Folkräkningen i Betlehem (på museet katalogiserad som "Le dénombrement de Bethléem") från 1566 köptes upp av museet 1902. Scott Horton har anmärkt att det vore ett misstag att bara fokusera på tavlan över Ikaros fall när man försöker förklara Audens dikt, eftersom "huvuddelen av dikten helt klart är om en annan tavla, nämligen museets finaste ägodel: Folkräkningen i Betlehem." Målningen avbildar Jungfru Maria och Josef från Nasaret till höger om mitten, Maria på en åsna genom snön i Brueghels Flandern, och Josef som leder åsnan med en röd hatt och en lång såg över axeln. De omges av många människor, vilket Horton kopplar an till versraderna: "someone else ... eating or opening a window or just walking dully / along." Och barn som rör sig "On a pond at the edge of the wood" snurrar blast och åker skridskor.
raderna 9–13:

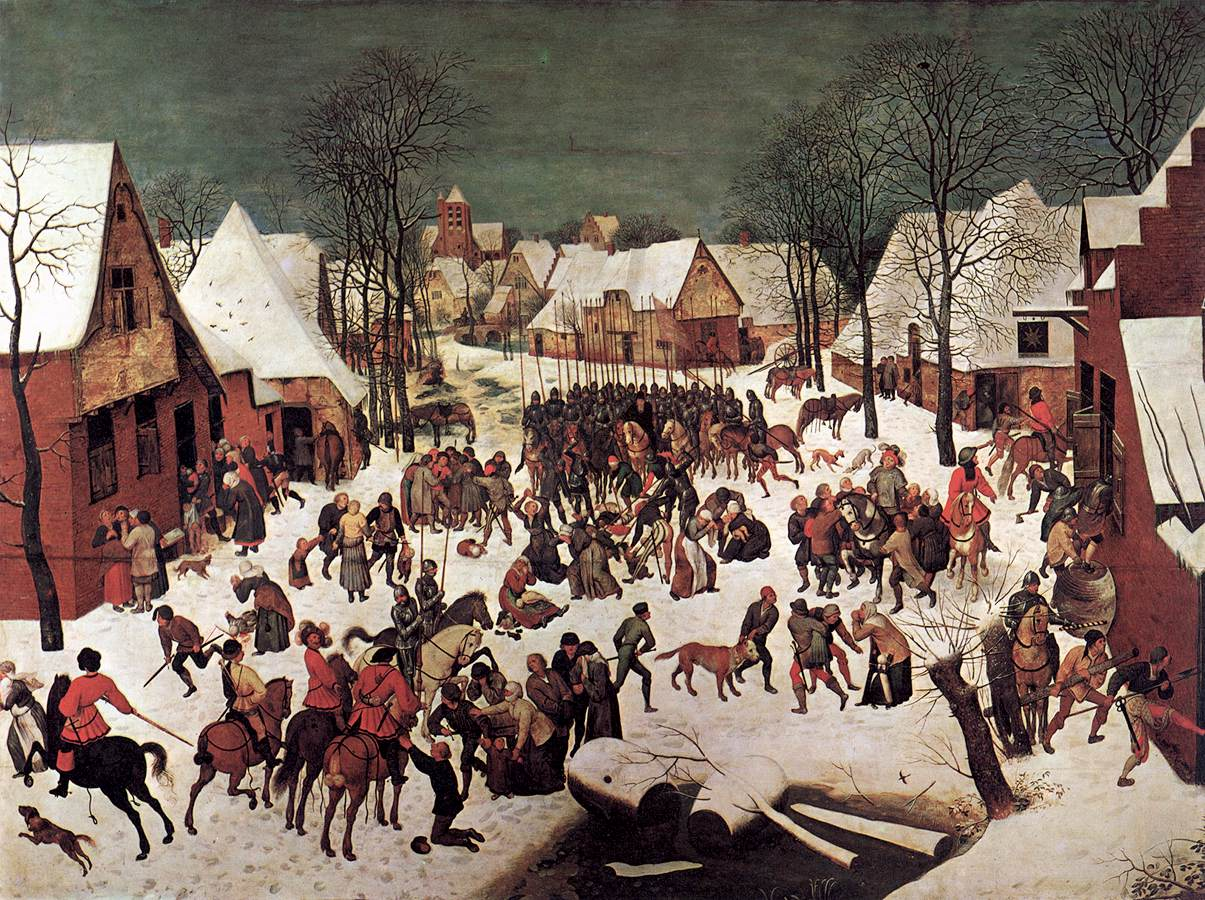
Brueghel, Barnamorden i Betlehem, 1565-7

Barnamorden i Betlehem (på museet katalogiserad som "Le Massacre des Innocents") är en kopia gjord av Pieter Brueghel den yngre av sin faders original från 1565–1567 (illustrerad). Museet köpte den 1830. Den scen som avbildas, återigen i ett vintrigt flamländskt landskap, återges i Matteusevangeliet 2:16-18: Herodes, som när han får veta att en kung ska födas åt judarna, beordrar de vise männen att varna honom när kungen påfunnits. De vise männen, varnade av en ängel, gjorde inte så och "när Herodes nu såg att han hade blivit gäckad av de vise männen, blev han mycket vred. Och han sände åstad och lät döda alla de gossebarn i Betlehem och hela området däromkring, som voro två år gamla och därunder." (Matteus 2:16-20) I relation till målningen med folkräkningen kan vi tydligt i den här målningen se varför barnen i Audens dikt "did not specially want it [the miraculous birth] to happen."
Såväl den här scenen som den tidigare används av Brueghel för att göra en politisk kommentar om de dåtida spanska Habsburg-härskarna över Flandern (lägg bland annat märke till den habsburgska vapenskölden på den högra framsidan av huvudbyggnaden i Folkräkningen och de spanska trupperna i rött i Barnamordet som arresterar bönder och slår in dörrar. Med Audens språk i beaktande kan vi här se "the dreadful martyrdom must run its course" (de oskyldiga pojkarna som faller offer för Herodes vrede ses traditionellt som de första kristna martyrerna. Vi kan se fem av de hundar som Auden skildrar som fortsätter med sina sysslor och ett närmande av "the torturer's horse / Scratches its innocent behind on a tree."  Kinney hävdar att “Only one torturer's horse stands near a tree, however, and he is unable to rub against it because another soldier, with a battering ram, is standing between the horse and the tree ... Yet this must be the horse Auden has in mind, since it is the only torturer's horse in Bruegel's work, and the only painting with horses near trees.”
raderna 14–21:
Ikaros  fall (på museet katalogiserad som “La Chute d’Icare”) förvärvades 1912. Den här tavlan är den enda som man känner till av Brueghel där han använder sig av en scen från mytologin. Karaktärerna i tavlan och landskapet överensstämmer relativt väl med myten om Daidalos och hans son Ikaros såsom återberättad av Ovidius i hans Metamorfoser 8, 183-235. Fram till nyligen troddes en målning som Auden såg vara gjord av Pieter Brueghel den äldre, även om den fortfarande tros vara baserad på ett försvunnet original av honom. Målningen skildrar flera män och ett skepp som lugnt och fredligt utför sina dagliga aktiviteter i ett charmerande landskap. Medan detta händer är Ikaros fortfarande synlig i den nedre högra sidan av tavlan, där blott hans ben syns i absurda vinklar, medan han drunknar i vattnet. Det finns en likhet mellan denna skildring och ett flamländskt ordspråk (av en typ som förekom även i andra verk av Brueghel): "och bonden fortsatte att så" (En de boer ... hij ploegde voort"), vilket ska visa på människors likgiltighet inför medmänniskors lidande.

## Kulturellt arv
Några år efter att Auden skrivit dikten skrev William Carlos Williams en dikt med titeln "Landscape with the Fall of Icarus" om samma tavla.
Dikten och målningen Ikaros fall framträdde sida vid sida 22 minuter in i filmen The Man Who Fell to Earth (svensk titel: Mannen utan ansikte) från 1976 med David Bowie som skådespelare.
Den svenske poeten Gunnar Ekelöf har översatt dikten till svenska. Den gavs första gången ut i Ord&Bild, nummer 55 1946. Därefter har den också tryckts i Ekelöfs samlingsverk av skrifter och översättningar Valfrändskaper från 1960, samt i Engelsk lyrik 1968, bägge på Bonnierförlagen. 19 maj 2017 var dikten "Dagens dikt" i programmet Folkets dikt i P1 på Sveriges Radio, uppläst av Emil Almén.